# Ноћ вештица 4: Повратак Мајкла Мајерса
Ноћ вештица 4: Повратак Мајкла Мајерса (енгл. Halloween 4: The Return of Michael Myers) је амерички хорор филм из 1988. режисера Двајта Литла са Доналдом Плезенсом, Данијелом Харис и Ели Корнел у главним улогама. Четврти је филм у серијалу који служи као директан наставак другог дела, пошто трећи део није пратио причу о Мајклу Мајерсу, а у овом се као што и наслов каже, Мајкл враћа у Хадонфилд, као и др Лумис, који покушава да упозори све и заустави га.
Након великог разочарања које је изазвао претходни филм, овај наставак вратио је франшизу на пут славе и успеха, враћајући главног протагонисту (др Лумиса) и антагонисту (Мајкла Мајерса), али је и приказао нове ликове, који ће се појављивати и у наредним наставцима, попут Џејми Лојд и Рејчел Карадерс. Линдзи и Томи из првог дела такође се појављују, али само на кратко.
Радња филма смештена је десет година након прва два филма. Годину дана касније снимљен је наставак под називом Ноћ вештица 5: Освета Мајкла Мајерса, који је директан наставак овог филма.

## Радња
Дана 30. октобра 1988. Мајкла Мајерса, који је десет година био у коматозном стању након експлозије у Хадонфилдској спомен-болници, премештају из федералног санаторијума Риџмонт натраг у Смит Гров. Сазнавши да има сестричину, Мајкл се пробуди из коме и побије болничко особље, услед чега болничко возило изгуби контролу, а потом се сруши у реку. Мајкл побегне и упути се у Хадонфилд.
Мајклов бивши психијатар Самјуел Лумис сазна за Мајклово бекство и даје се у потеру за њим. Он следи Мајкла до бензинске пумпе и ресторана, где је он убио аутомеханичара да би му узео одело, заједно са радницом. Мајкл потом побегне у тегљачу, претходно ударивши у пумпе, дигавши бензинску пумпу у ваздух, уништивши Лумисов аутомобил који му је обезбедио Риџмонт и онеспособивши телефонске везе. Лумис је затим принуђен да стопира до Хадонфилда да би наставио своју потеру за Мајклом.
У међувремену Џејми Лојд, ћерка Лори Строуд и Мајклова сестричина, живи у Хадонфилду са усвојеном породицом, Ричардом и Дарлин Карадерс и њиховом ћерком, тинејџерком Рејчел. Иако Џејми зна за Мајкла, она не схвата да је Мајкл човек којег сања у својим кошмарима. На Ноћ вештица Ричард и Дарлин одлазе на забаву и оставе Рејчел да чува Џејми, због чега је она принуђена да откаже састанак са својим момком Брејдијем. После школе Рејчел одводи Џејми на сладолед и купује јој костим за Ноћ вештица. Мајкл стиже у Хадонфилд и краде маску из исте продавнице у којој се, игром случаја, налазе Џејми и Рејчел; он скоро нападне пређашњу, али је принуђен да побегне када Џејми завришти и узбуни Рејчел.
Те ноћи, док Рејчел води Џејми у измамљивање слаткиша, Мајкл провали у кућу и налази Лорине фотографије у Џејминој спаваћој соби. Затим одлази до трафостанице и убија дежурног радника бацивши га на трансформатор и оставивши град у помрчини. У међувремену Лумис стиже у Хадонфилд и упозорава новог шерифа, Бена Микера, да се Мајкл вратио. Мајкл нападне полицијску станицу и побије све полицајце. Када Лумис саопшти да се Мајкл вратио, локалне камионџије формирају линч-руљу. Рејчел затекне Брејдија како је вара са њеном другарицом, Микеровом ћерком Кели, и изгуби Џејми из вида. Након што је Мајкл појури, Рејчел проналази Џејми.
Шериф Микер и Лумис стижу и воде девојке у шерифову кућу заједно са Брејдијем, Кели и замеником шерифа. Они се забарикадирају у кући, а Лумис одлази да потражи Мајкла. Док је шериф Микер у свом подруму, чекајући да стигне државна полиција, пре него што изађе да се позабави линч-руљом, Мајкл се ушуња унутра и убије заменика шерифа и Кели. Видевши лешеве, Рејчел, Џејми и Брејди схватају да су заробљени у кући. Рејчел и Џејми побегну у поткровље када се Мајкл појави, али Брејди остане да их одбрани, али му Мајкл смрска лобању. Девојке се попну кроз прозор на кров и Џејми је безбедно спуштена доле, али Мајкл нападне Рејчел и баци је са крова, ком приликом се она онесвести.
Прогоњена од стране Мајкла, Џејми трчи низ улицу и налази Лумиса. Њих двоје се склањају у школску зграду, али се Мајкл појави и савлада Лумиса бацивши га кроз стаклена врата, а потом јури Џејми по згради. Џејми се спотакне и падне низ степенице. Пре него што Мајкл може да је убије, појављује се Рејчел и савлада га апаратом за гашење пожара, а Мајкл нестане. Линч-руља стигне до школе чувши да се укључио аларм. Ерл и још тројица припадника руље пристану да превезу девојке у суседни град у пикапу, сусревши се са државном полицијом која се упутила ка Хадонфилду као појачање шерифу Микеру.
Државни полицајац их обавести о подстаници која се налази успут, где ће бити безбедни, али Мајкл, који се сакрио испод камионета, попне се и убије сва три мушкарца, укључујући и Ерла. Рејчел избаци Ерлово тело напоље да би преузела волан, непрекидно покушавајући да баци Мајкла доле. Она у томе и успе, а потом се забија у њега, одбацивши га до окна напуштеног рудника. Шериф Микер, Лумис, остатак линч-руље и државна полиција стигну, али када Џејми приђе Мајклу и додирне му руку, он устане. Микер, линч-руља и државна полиција немилосрдно испаљују хице из сачмара на Мајкла, све док овај не падне низ окно у рудник.
Лумис и шериф Микер одведу девојке кући, где Дарлин и Ричард теше своје истраумиране ћерке. Када се Дарлин попне на спрат да припреми купатило за Џејми, изненада је нападнута. Када Лумис оде да види шта се догодило, затекне безосећајну Џејми како држи окрвављене маказе на врху степеништа, налик Мајклу када је убио своју сестру. Лумис завришти и покуша да упуца Џејми, али га шериф Микер спречи. Лумис се сруши на под и зајеца док Рејчел, Ричард и Микер ужаснути зуре.

## Улоге
| Глумац           | Улога                |
| ---------------- | -------------------- |
| Доналд Плезенс   | др Самјуел Лумис     |
| Данијела Харис   | Џејми Лојд           |
| Ели Корнел       | Рејчел Карадерс      |
| Џорџ Вилбур      | Мајкл Мајерс         |
| Бо Стар          | шериф Бен Микер      |
| Саша Џенсон      | Брејди               |
| Мајкл Патаки     | др Хофман            |
| Кетлин Кинмон    | Кели Микер           |
| Лесли Рохланд    | Линдзи Волас         |
| Џен Рос          | Ерл Форд             |
| Кармен Филпи     | Џексон Сојер         |
| Рејмонд Оуконор  | стражар              |
| Џеф Олсон        | Ричард Карадерс      |
| Карен Алтсон     | Дарлин Карадерс      |
| Ненси Боргенович | болничарка           |
| Дејвид Џансен    | болничар             |
| Џорџ Саливан     | заменик шерифа Логан |
| Мајкл Руд        | Алан Гејтвеј         |
| Ерик Харт        | Орин Гејтвеј         |